# Nematocampa benescripta
Nematocampa benescripta är en fjärilsart som beskrevs av W. Warren 1901. Nematocampa benescripta ingår i släktet Nematocampa och familjen mätare. Inga underarter finns listade i Catalogue of Life.